# Opus latericium

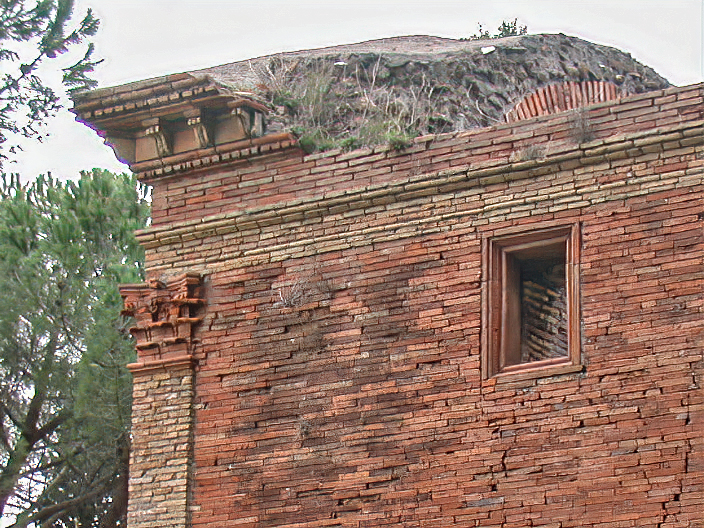
Opus latericium in een tombe op de Via Appia.

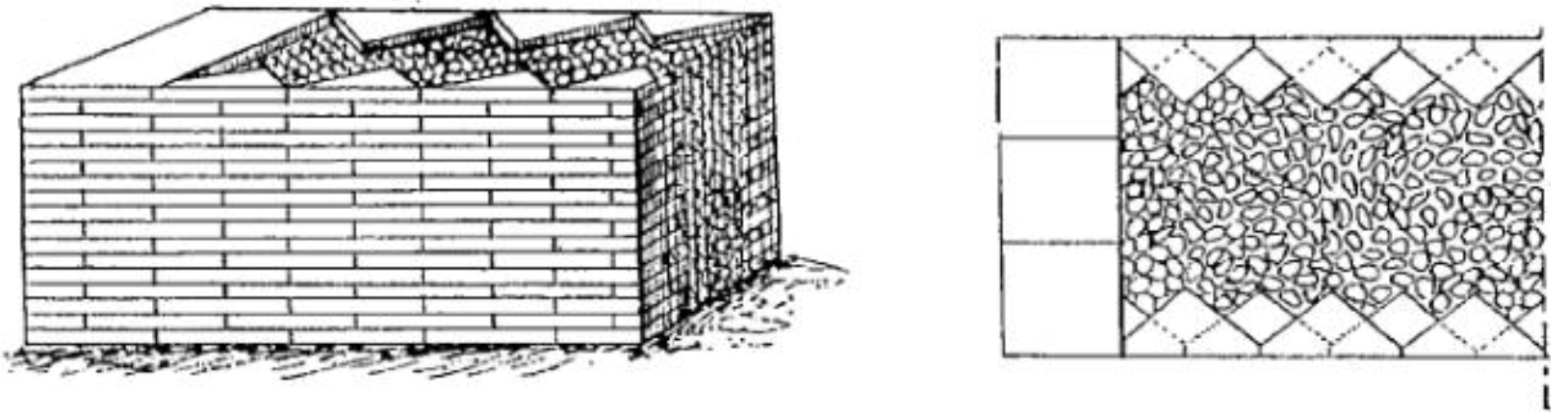
Opengewerkte tekeningen van de techniek.

Opus latericium, ook wel opus lateritium genoemd, was een Romeinse constructietechniek waarbij bakstenen de onderlaag van Romeins beton (opus caementicium) afdekten. Hierdoor werd de betonnen constructie voorzien van een beschermingslaag met een regelmatig baksteenpatroon.

## Beschrijving
Het beton, vaak vermengd met puin of stenen, werd tussen twee rijen bakstenen gesmeerd. Het beton werd niet zoals bij moderne toepassingen gestort, maar in laagjes verwerkt, gelijk opgaand met de bakstenen bekleding. Deze bakstenen lijken aan de buitenkant rechthoekig, maar het zijn in werkelijkheid diagonaal gebroken vierkante bakstenen die met de punt naar binnen werden gelegd, waardoor de langste zijde van de nu driehoekige baksteen in het zicht kwam te liggen. Dit zorgde voor een betere binding tussen het beton en de baksteen, bovendien was minder baksteen nodig. Alleen op de hoeken werden hele bakstenen gebruikt.

## Romeinse baksteen
Romeinse bakstenen waren meestal vierkant en veel dunner dan de hedendaagse bakstenen, waardoor ze meer op vloertegels leken. De Romeinen gebruikten baksteen bij muren vrijwel altijd in combinatie met beton; muren die volledig uit baksteen bestonden waren zeldzaam.

## Mengwerken
Opus mixtum ofwel "mengwerk" was een mengvorm van twee technieken. Er bestonden verschillenden mengvormen waarbij baksteen werd gebruikt:
- Opus testaceum; opus latericium met lagen bipedales, vierkante bakstenen van 2 Romeinse voet, circa 60 cm.
- Opus reticulatum mixtum; opus latericium met opus reticulatum, diagonaal geplaatste tufstenen.
- Opus vittatum mixtum; opus latericium met opus vittatum, horizontaal geplaatste tufstenen.